# St. Martinus (Dunningen)

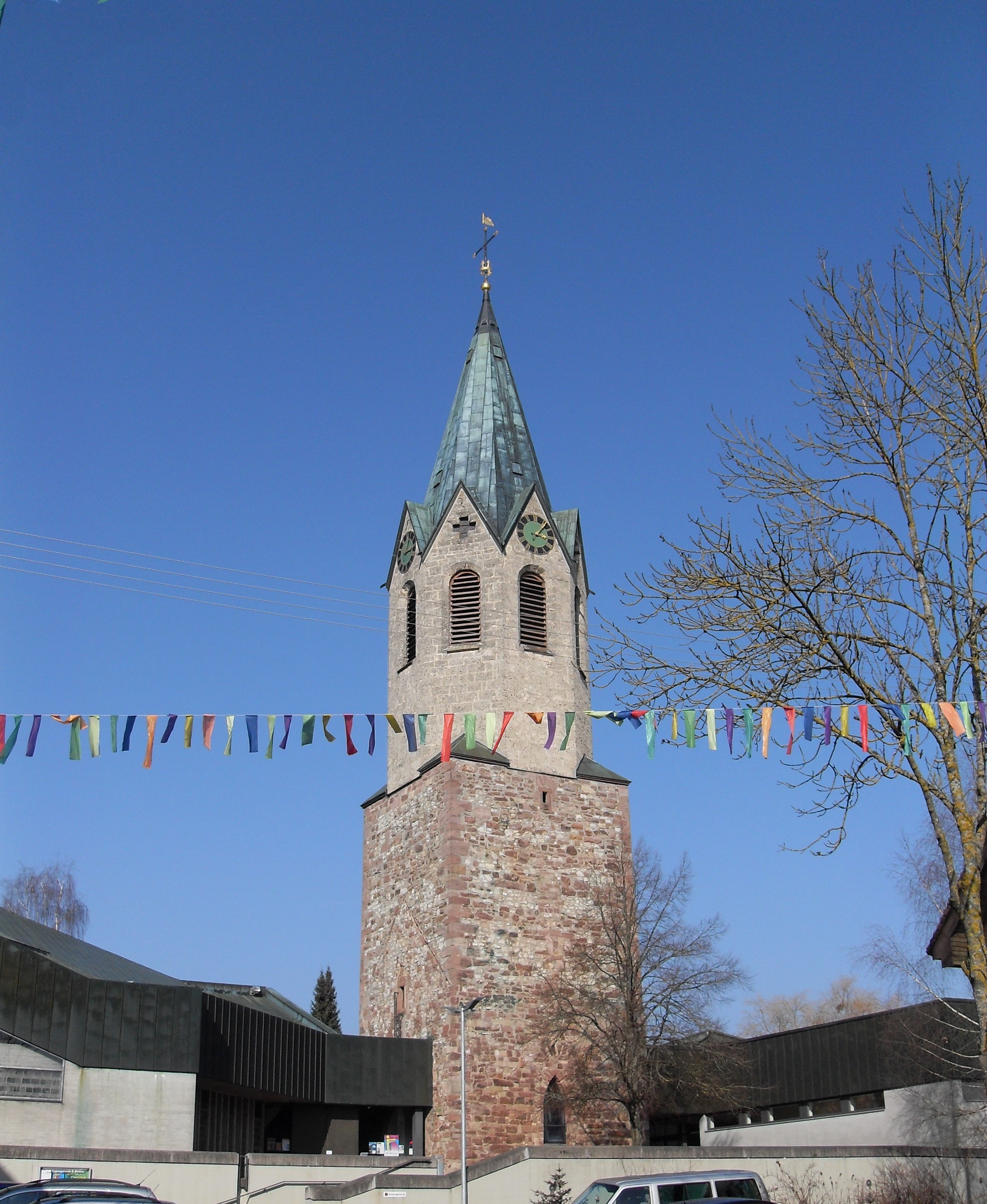
St. Martinus, 2015

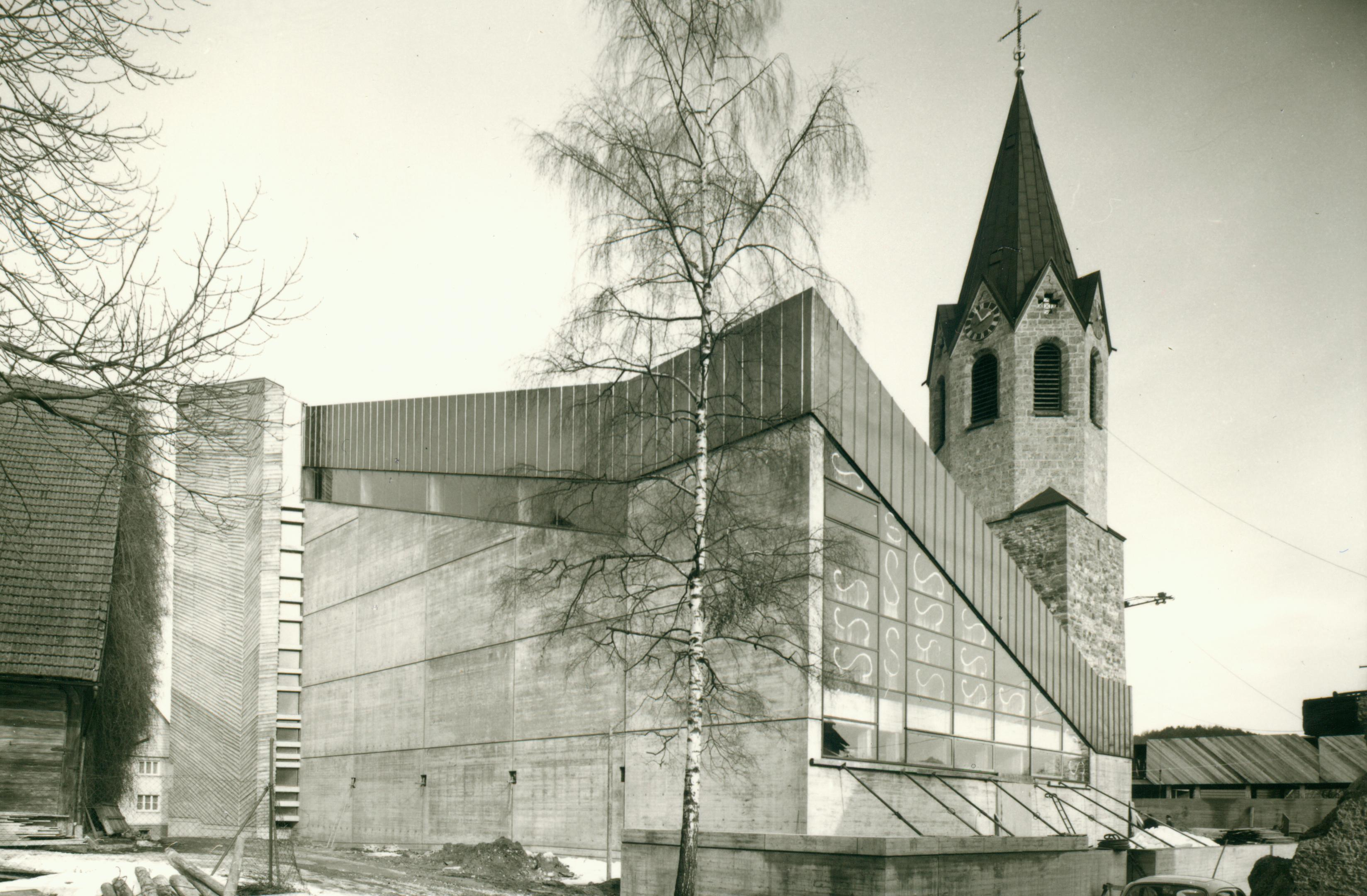
Die neue Kirche im Bau 1967/1968

Die Kirche St. Martinus ist eine römisch-katholische Pfarrkirche in der Gemeinde Dunningen (Landkreis Rottweil). Architekt des Neubaus von 1968 war der Friedrichshafener Architekt Hanns Schlichte (1920–1994). Die Pfarrei Dunningen gehört zur Seelsorgeeinheit Eschach-Neckar im Dekanat Rottweil der Diözese Rottenburg-Stuttgart.

## Geschichte der Pfarrei

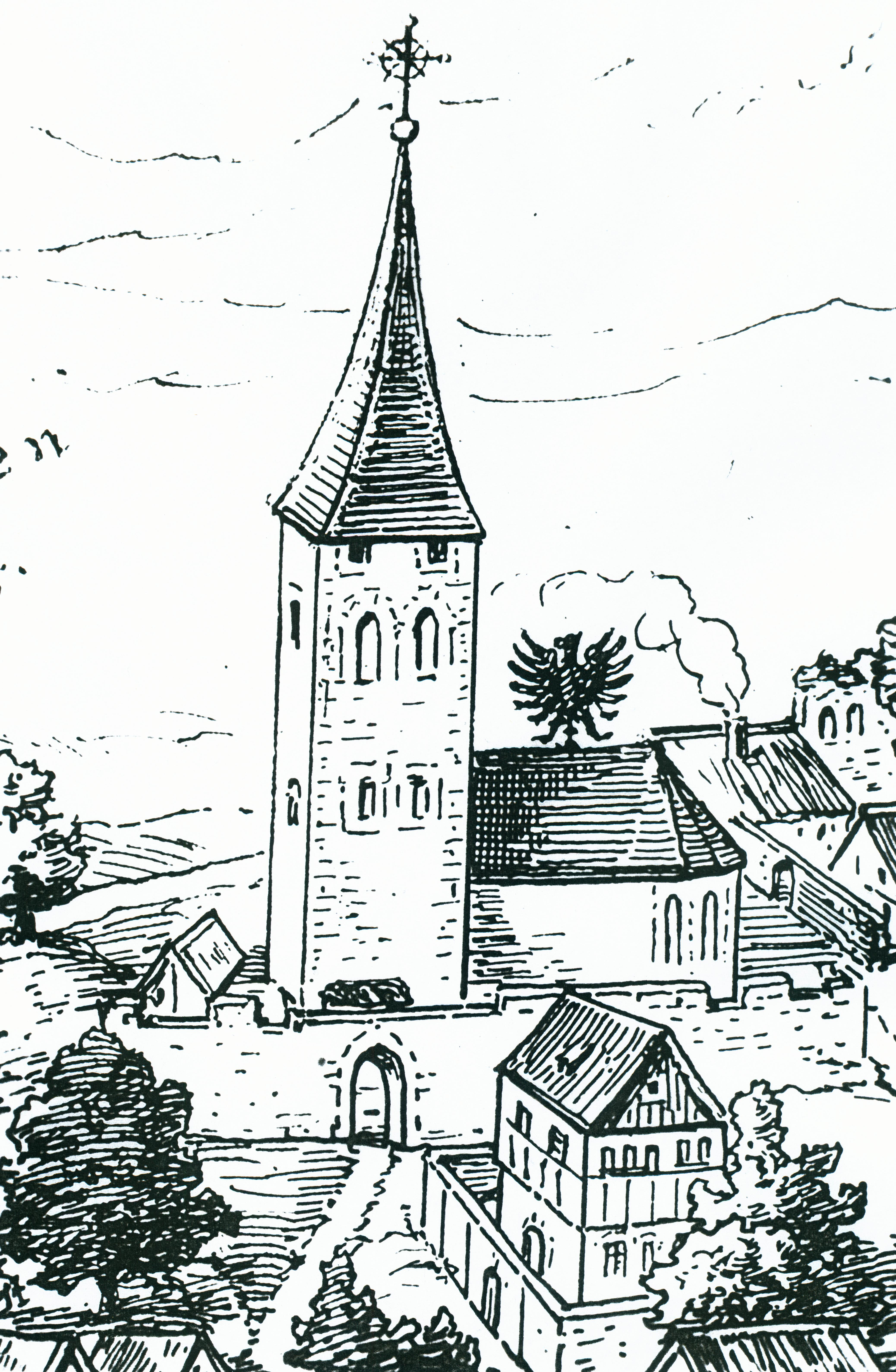
Kirche im Jahre 1564

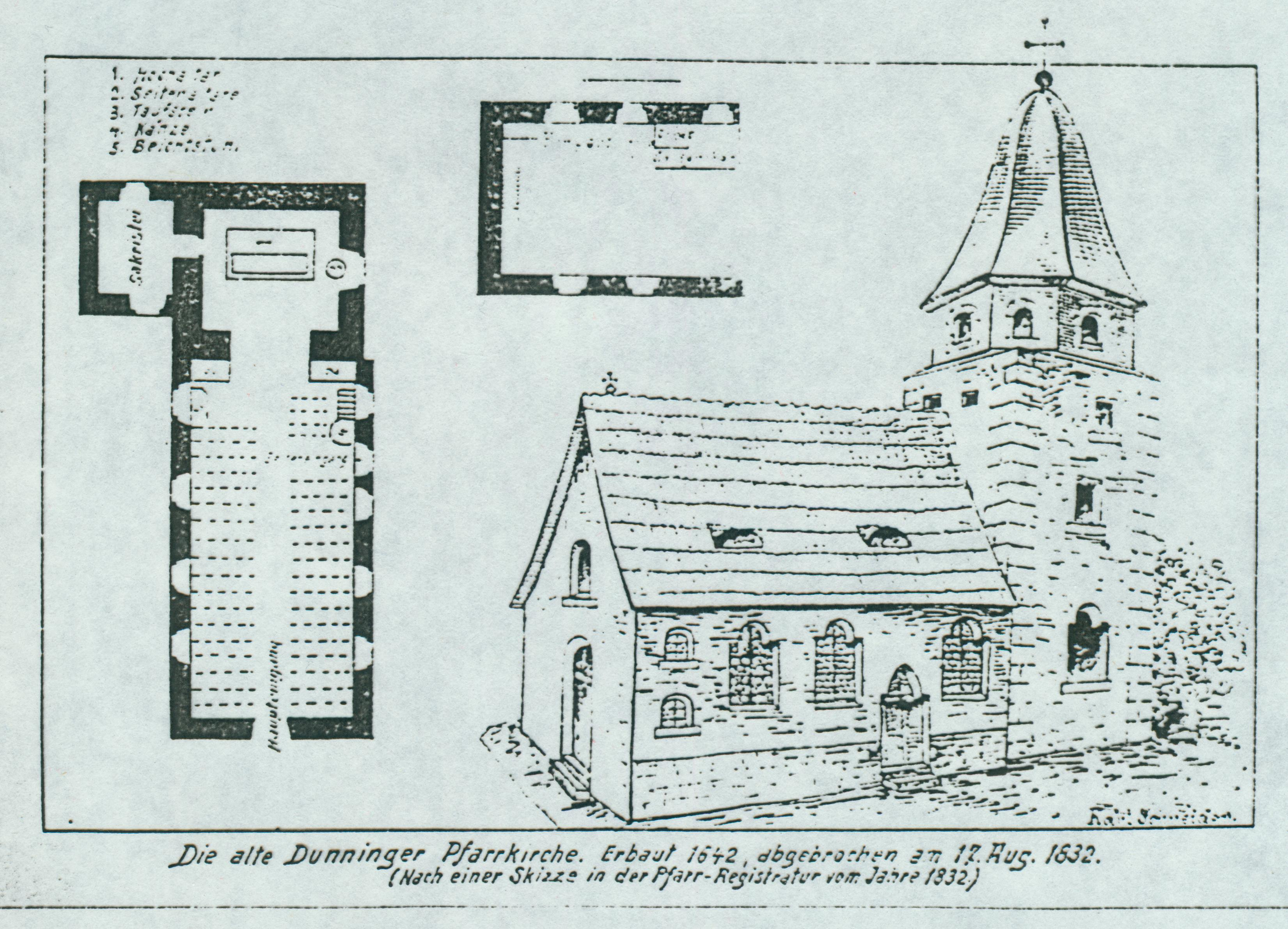
Chorturmkirche, erbaut von 1640 bis 1642

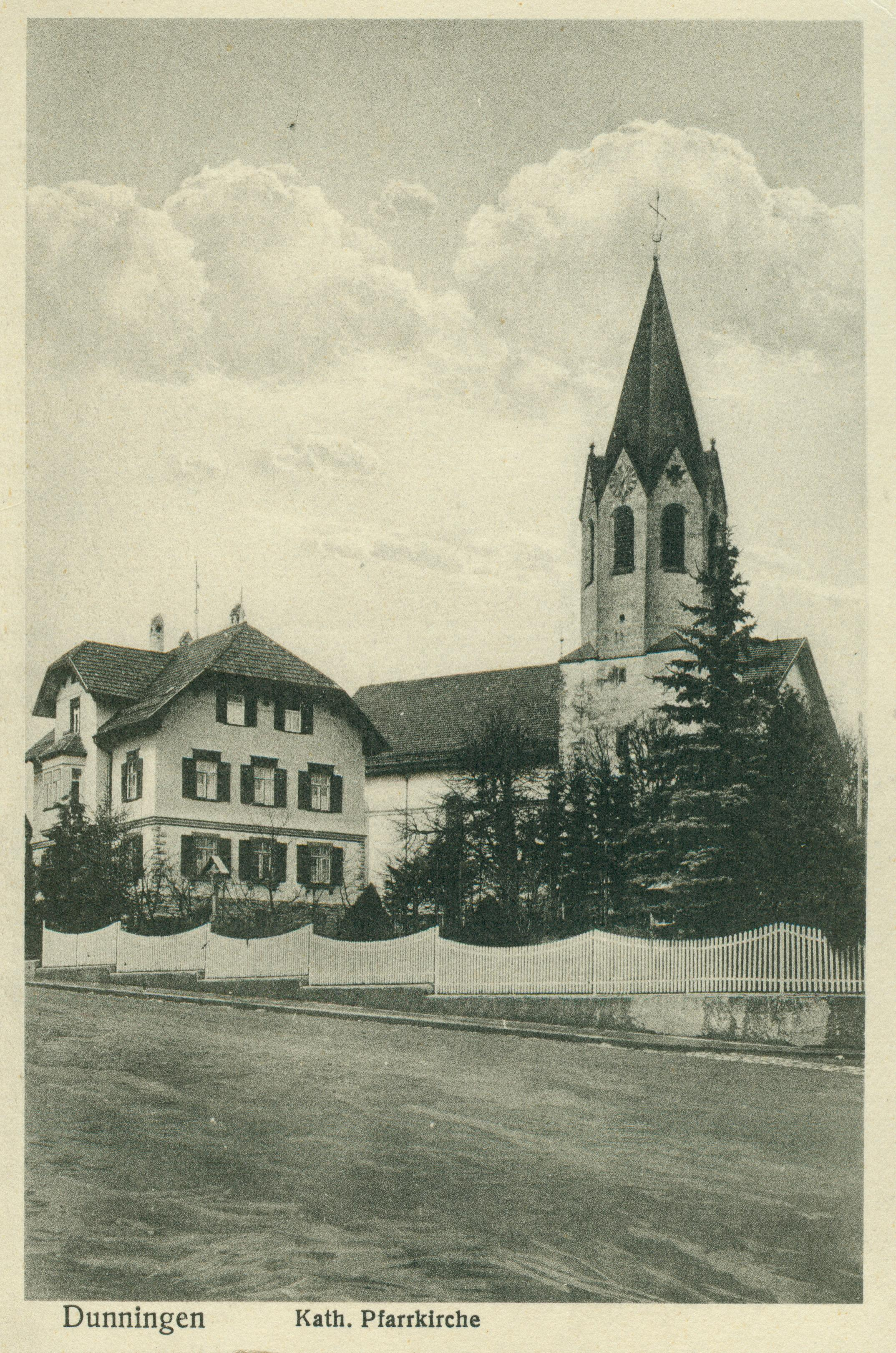
Die alte Kirche, erbaut 1832 bis 1834, abgebrochen 1966

Wann genau die Pfarrei Dunningen gegründet wurde, ist nicht bekannt. Eine erste Holzkirche wurde in den Jahren 630/640 gebaut. Auch in der ersten urkundlichen Erwähnung des Ortes im Jahr 786 ist bereits von einer Kirche die Rede. Es handelte sich hierbei um eine Eigenkirche des damaligen Ortsherrn, der für sich und seine Leute eine Kirche gebaut hatte. Wann die Kirche zur Pfarrkirche von der gesamten Bevölkerung genutzt wurde, ist unbekannt. 1348/1352 lag das Patronatsrecht bei Johannes Canzler aus Rottweil. Im weiteren Verlauf des 14. und 15. Jahrhunderts fiel das Patronatsrecht an die Herren von Kirneck und ging später an die Herren von Zimmern über, die ihre Rechte 1523 an die Bruderschaft Rottweil verkauften.
Im Mittelalter war Dunningen eine Mutterpfarrei und über Jahrhunderte kirchlicher Mittelpunkt der weiteren Umgebung. In einer alten Beschreibung des Bistums Konstanz, zu dem der Ort früher gehörte, ist Dunningen 1353 mit den Filialen Schramberg, Sulgen, Lichtenau (das heutige Heiligenbronn), Seedorf und Herrenzimmern erwähnt. In den umliegenden Orten wurden zwar schon bald kleine Kirchen errichtet, doch die Betreuung und Verwaltung erfolgte von der Mutterpfarrei Dunningen aus. Von der Mutterpfarrei Dunningen losgelöst haben sich Sulgen (1435), Schramberg (um 1550), Lichtenau, das heutige Heiligenbronn (1. Hälfte des 16. Jahrhunderts), Herrenzimmern (1. Hälfte des 17. Jahrhunderts) und Seedorf (1772). 1821 kam die Pfarrei vom Bistum Konstanz, das damals aufgelöst wurde, zum neu gegründeten Bistum Rottenburg, der heutigen Diözese Rottenburg-Stuttgart.

## Baugeschichte
Die heutige, 1966/1968 errichtete Pfarrkirche ist vermutlich bereits der siebte Kirchenbau auf diesem Areal. Im Zuge der 1965/1966 durchgeführten Ausgrabungen konnten sämtliche Kirchenbauten anhand von archäologischen Befunden nachgewiesen werden.

### Frühe Holz- und Steinkirchen ab 630
Schon vor dem Bau der ersten Kirche bestand an dieser Stelle bereits ein Friedhof, von dem im Rahmen der Ausgrabung zwei Gräber nachgewiesen werden konnten, ein Grab aus der Zeit um 620/630 und ein zweites, vermutlich etwas älteres Grab um 610/620. Es handelt sich um zwei Frauengräber, die wohl Teil einer Hofgrablege waren. An dieser Stelle oder in der nächsten Nachbarschaft muss damals ein Herrenhof bestanden haben. Um 630/640 wurde die erste kleine Holzkirche gebaut. Bei den Ausgrabungen wurden von diesem Bau vier Pfostenlöcher und Reste des Holzfußbodens nachgewiesen. Zumindest das etwas jüngere Grab wurde in die wenige Jahre nach dem Begräbnis errichtete Kirche integriert. In diesem Grab wurde vermutlich die erste Christin der Gegend beigesetzt, worauf das bei den Ausgrabungen gefundene Goldblattkreuz auf dem Gesichtsschleier hinweist.
Die erste kleine Steinkirche wurde um 700 erbaut und war vermutlich nicht viel größer als die Holzkirche. Die Ausmaße werden auf etwa 6 × 4 Meter geschätzt. Die Kirche wurde im frühen 8. Jahrhundert bereits genutzt, wurde möglicherweise aber bereits im ausgehenden 7. Jahrhundert errichtet. Sie gehört somit zu den frühesten Steinkirchen des inneralemannischen Raumes. Es handelte sich um eine Saalkirche mit Apsis. In der Kirche war eine Chorschranke angebracht, aus der das heute noch erhalten Steinrelief stammen könnte. (siehe Das Steinrelief).
Vermutlich im 9. oder 10. Jahrhundert wurde eine zweite Kirche aus Stein erbaut. Weder der Grund für den Neubau noch der genaue Zeitpunkt sind bekannt. Wahrscheinlich war die alte Kirche baufällig und/oder zu klein geworden. Auch diese Kirche teilte sich auf, wie schon der Vorgängerbau, in Chorraum mit Altar, Presbyterium und Laienraum. Ein weiterer Neubau fand wahrscheinlich im 11. oder frühen 12. Jahrhundert statt. Diese Kirche wurde erheblich größer angelegt als die Vorgängerbauten. Dabei wurde nicht mehr auf die bestehenden Fundamente aufgesetzt, sondern es entstand eine völlig neue Anlage. Die Kirche hatte vermutlich zu Beginn keinen Turm, dieser kam erst später hinzu. Näheres ist jedoch nicht bekannt. Die Untergeschosse dieses Turms haben sich bis heute erhalten.Aus dieser Zeit haben sich die Untergeschosse des Kirchturms bis heute erhalten. Damals war der Chorraum der Kirche im Untergeschoss des Turms untergebracht, die Kirche wurde so zu einer Chorturmkirche. Auf der Pürschgerichtskarte von 1564 (Karte des zur Hochgerichtsbarkeit der Freien Reichsstadt Rottweil gehörenden Gebiets) findet sich eine Darstellung der Kirche mit stattlichem Turm mit einem hohen Spitzhelm.
Während des Dreißigjährigen Krieges brannte die Kirche 1635 nieder und wurde 1640/1642 wieder aufgebaut. Der Turm erhielt dabei einen achteckigen Aufbau und eine barocke Haube. 1653 stiftete Johann Rapp einen Taufstein. Am 2. Juni 1657 wurde die Kirche durch Weihbischof Georg Sigismund geweiht. 1661 wurde eine Sakristei angebaut und 1664 wurde das Schindeldach durch Ziegel ersetzt. Nach 1689 wurde die Kirche zwei Mal vergrößert und 1755 gründlich renoviert. 1771 wurde ein neuer Hochaltar aufgestellt.

### Neubau 1832 bis 1834
Wegen Platzmangels begannen 1828 Vorbereitungen für einen Neubau. Im August 1832 erfolgte der Abbruch der Kirche, der Turm blieb erhalten. Die Planung des Baus lag in den Händen von Bauinspektor Carl Christian Nieffer, die Aufsicht führte der Stuttgarter Architekt Leins. Die Grundsteinlegung fand am 27. September 1832 statt. Die Steine der ebenfalls fast vollständig abgebrochenen Kirchhofmauer wurden als Baumaterial verwendet. Die Bauarbeiten waren 1834 vollendet. Die Kirchweihe vollzog Diözesanbischof Johann Baptist von Keller jedoch erst im Oktober 1837.
Die neue Kirche wurde unter Einbeziehung des alten Turmes als schlichter und geräumiger Saal im Rundbogenstil (auch als Finanzkammerstil bezeichnet) errichtet. Die Kirche hatte innen eine Länge von 40,50 Metern und eine Breite von 14,50 Metern.
1859/1860 wurde das achteckige Obergeschoss des Turmes mit der barocken Haube abgebrochen und durch den heutigen Aufbau mit Spitzhelm ersetzt. 1875/1876 wurde der Innenraum von Maler Dehner aus Rottenburg ausgemalt. 1876 wurde ein neuer Hochaltar von Bildhauer Heusch aus Horb am Neckar aufgestellt. 1908 wurde ein Acetylengasapparat zur Beleuchtung der Kirche angeschafft und 1910 eine Heizung eingebaut.
Ab 1920 wurde die Kirche von Hermann Anton Bantle neu ausgemalt, der ab 1921 auch mit der Gestaltung des Kreuzwegs  begann. Die Fertigstellung erfolgte 1931 durch den Maler Bernhard Lechner nach Bantles Vorlagen.

### Heutige Pfarrkirche von 1966/1968
Nach der Liturgiereform des Zweiten Vatikanischen Konzils wurden 1964 Pläne für eine Vergrößerung und Renovierung der Kirche angefertigt, die jedoch nicht zufriedenstellten. Daher fiel 1965 die Entscheidung, die alte Kirche mit Ausnahme des Turmes abzubrechen und einen Neubau zu errichten. Die Kreuzwegstationen sollten in den Neubau übernommen werden. Die neue Kirche wurde nach den Plänen des Architekten Hanns Schlichte errichtet. Von Herbst 1965 bis Sommer 1966 wurden vom Landesdenkmalamt Ausgrabungen durchgeführt. Am 10. Januar 1966 begann der Abbruch der alten Kirche. Der alte Turm blieb erhalten und wurde umfangreich renoviert und statisch gesichert. Die Grundsteinlegung erfolgte am 16. Oktober 1966, das Richtfest fand im Juli 1967 statt. Für den Neubau waren über 400.000 DM an Spenden zusammengekommen. Nach Fertigstellung der Bauarbeiten vollzog Weihbischof Wilhelm Sedlmeier am 7. Juli 1968 die Kirchweihe. Das parallel zum Kirchenneubau errichtete Gemeindezentrum stand bei der Einweihung der neuen Kirche im Rohbau und wurde erst in den folgenden Jahren fertiggestellt.
Nachdem sich die Kirchengemeinde 25 Jahre lang mit verschiedenen Provisorien begnügen musste, wurde 1993 eine neue Orgel eingebaut. 2002 kam das Martinusfenster in die Turmkapelle.

## Turm
Die quadratischen Untergeschosse des alten Kirchturmes stammen vermutlich aus der Zeit um 1200. Wie auf der Rottweiler Pürschgerichtskarte von 1564 zu sehen ist, hatte der Turm ursprünglich einen hohen spitzen Helm. Nach dem Kirchenbrand von 1635 erhielt der Turm beim Wiederaufbau der Kirche 1640/1642 einen achteckigen Aufbau mit einer barocken Haube. 1859 wurde beschlossen, den Turm nach den Plänen des Kreisbauinspektors Depai aus Rottweil zu renovieren und zu erhöhen. Dabei wurde das bisherige Achteck vollständig abgebrochen und neu gebaut. Der quadratische Unterbau aus der Zeit um 1200 blieb erhalten. So erhielt der Turm seine heutige Form mit dem achteckigen Glockengeschoss und dem spitzen Helm. Das Turmkreuz wurde am 17. Oktober 1860 aufgesetzt.
Beim Bau der neuen Kirche 1966/1968 blieb der Turm erhalten. Er wurde im Zuge des Kirchenneubaus als eine der ersten Maßnahmen zunächst umfangreich renoviert und statisch gesichert. Die Schwingungen des großen Stahlgeläutes von 1949 hatten zu Rissen im Gemäuer geführt. Im oberen Teil des Turmvierecks wurden Massivdecken eingezogen und das Bauwerk so stabilisiert.
Der Turm hat eine Grundfläche von 9,50 × 9,50 Metern. Die Höhe des quadratischen Unterbaus beträgt 23 Meter. Insgesamt ist der Turm bis zur Kreuzspitze 50 Meter hoch. Bekrönt wird die Turmspitze von einer goldenen Kugel, einem Orientierungskreuz zur Feststellung der Himmelsrichtungen, dem großen Turmkreuz und einer Windfahne, die den heiligen Martin zu Pferd darstellt.
Bis heute ist die 1912 von der Firma Hörz aus Ulm gelieferte Turmuhr in Betrieb. Angetrieben wird das Werk bis heute von schweren Gewichten, die im Inneren des Turmes nach unten laufen. Waren die Zifferblätter der Turmuhr früher im unteren Bereich des Achtecks angebracht, haben sie seit 1912 ihren Platz in den Giebeln des Oktogons.

## Innenausstattung

### Altarraum, Tabernakel, Kruzifix, Marienfigur
Der Boden des Altarraums ist mit heimischem Eisentuff belegt, aus dem auch Altar und Ambo geschaffen wurden. Sie wurden vom Bildhauer Alfred Appenzeller (1934–2007) aus Altheim bei Horb am Neckar entworfen und vom Dunninger Steinmetz Herbert Maier angefertigt. Hinter dem Altar steht die Tabernakelstele. Auf der rechten Seite der Tabernakeltüre ist zu lesen: „Ich hielt meinen Rücken dar denen, die mich schlugen.“ (Jes 50,6 ). Die Darstellung auf der linken Seite symbolisiert die Bibelstelle nach Mt 25,40 : „Was ihr einem der Geringsten getan habt, habt ihr mir getan.“
Über dem Altarbezirk schwebt das große, raumbeherrschende Kruzifix. Längs- und Querbalken sind jeweils 3,20 Meter lang und wurden von Anton und Georg Rohrer aus Dunningen angefertigt. Die Figur des gekreuzigten Christus wurde im Zuge des Kirchenneubaus im Münchener Kunsthandel erworben und stammt vermutlich aus dem 16. Jahrhundert.

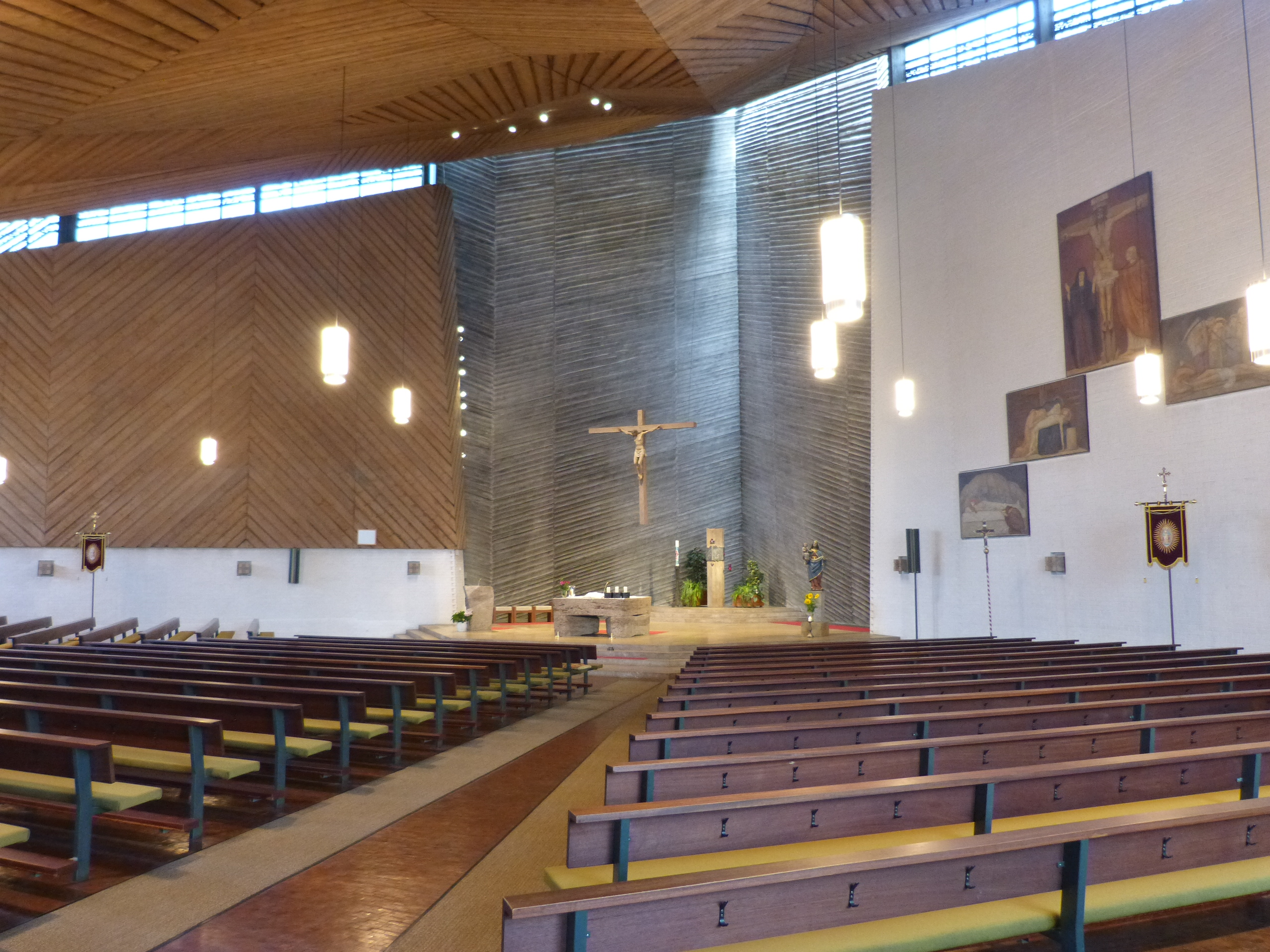
Blick in den großzügigen, am 7. Juli 1968 eingeweihten Kirchenneubau

Rechts am Eingang zum Altarraum steht eine Marienfigur. Vermutlich stand sie ursprünglich in einer Klosterkirche und wird auf ein Alter von  500 Jahren geschätzt. Bevor sie nach Dunningen kam, stand sie in einer Kapelle im Bayerischen Wald und war dort bereits drei Mal gestohlen und immer wieder von der Polizei wohlbehalten zurückgebracht worden. Daraufhin kaufte Pfarrer Johann Härle die 1,26 Meter hohe Figur 1977 für die Dunninger Kirche.

### Taufstein
Den Taufstein schuf Herbert Maier aus Dunningen nach Entwürfen des Bildhauers Alfred Appenzeller. Er steht an der Stelle, an der bei den Ausgrabungsarbeiten 1965/1966 das jüngere der beiden Frauengräber (um 620/630) gefunden wurde.

### Glasfenster
Die Fensterwand in den Farben Weiß, Blau und Rot und die umlaufenden Lichtbänder der Kirche wurden von Romuald Hengstler entworfen und von der Werkstätte Derix in Rottweil angefertigt.

### Turmkapelle
Links vom Eingang zur Turmkapelle steht eine Figur des heiligen Josef mit dem Jesuskind, die noch aus der alten Pfarrkirche stammt. Im Untergeschoss des alten Turmes befindet sich die zum Kirchenschiff hin offene Turmkapelle. Seit dem Bau des Turmes vermutlich um das Jahr 1200 diente sie als Altarraum der früheren Kirchen bis 1832. Seit dem Kirchenneubau von 1832/1834 wurde der Raum als Sakristei genutzt. Auf die frühere Verwendung als Altarraum weist das gotische Sakramentshaus hin, das ursprünglich als Tabernakel benutzt wurde. Mittelpunkt des Raumes ist der in Form eines Altars gestaltete Grundstein der Kirche mit der Aufschrift „St. Martin“. In ihm befindet sich die am 16. Oktober 1966 eingefügte Urkunde zur Grundsteinlegung für die heutige Kirche.
In einer Nische an der Stirnseite befindet sich eine Skulptur des Kirchenpatrons Martin von Tours, die vom ehemaligen Martinusaltar der alten Kirche stammt. Das Bildnis an der Wand rechts daneben zeigt eine von Siegfried Haas in den 1990er Jahren geschaffene Schönstatt-Madonna.
In einer Nische auf der rechten Seite befindet sich eine Figur des Antonius Abbas mit seinen Attributen Schwein, Antoniuskreuz und Bettlerglocke, die ursprünglich zur Ausstattung der Heilig-Kreuz-Kapelle gehörte. Auf der linken Seite steht eine Pietà, ebenfalls aus der alten Kirche. Darüber hängt ein großes hölzernes Kruzifix.
Das farbige Fenster auf der Südseite der Turmkapelle kam 2002 in die Kirche. Es wurde von dem Rottweiler Künstler Tobias Kammerer entworfen und von der Firma Derix in Rottweil hergestellt. Das Fenster ist eine Stiftung des Dunninger Ehrenbürgers Julius Wilbs. Dargestellt ist die Traumvision des heiligen Martin.
Neben dem gotischen Sakramentshaus hängt eine Ewiglicht-Lampe, entworfen von Pater Paulus von der Benediktinerabtei Beuron. Gefertigt wurde das Stück von der Kunstwerkstätte Julius Banholzer in Rottweil. 1915 kaufte Pfarrer Hermann Weber das Kunstwerk für die Dunninger Kirche.

### Steinrelief

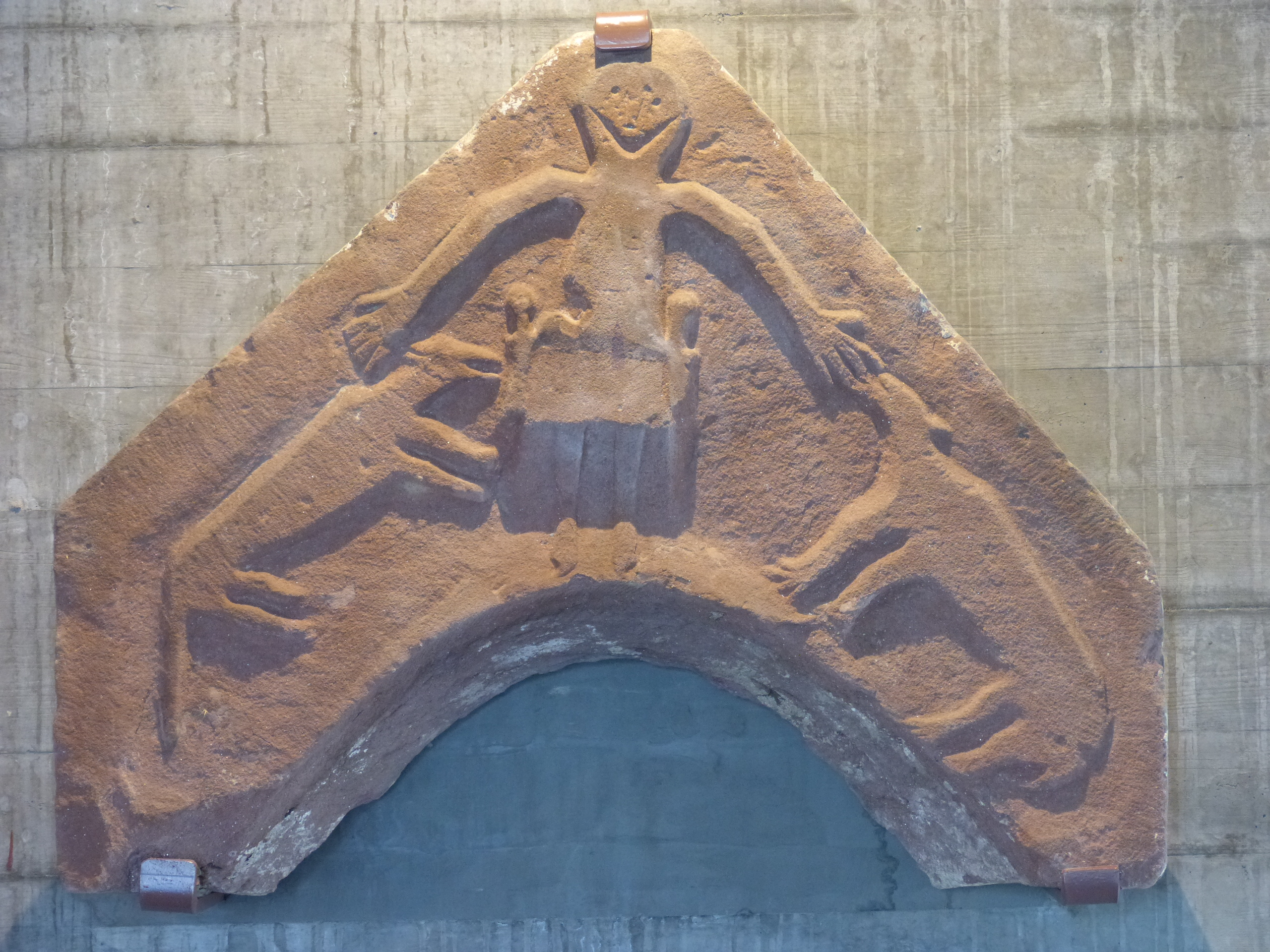
Steinrelief aus dem ausgehenden 7. oder frühen 8. Jahrhundert

Das Steinrelief vor dem Eingang zur Turmkapelle ist ein Relikt aus der Kirche aus dem 7./8. Jahrhundert. Das Relief war vermutlich Bestandteil einer frühmittelalterlichen Chorschranke. Im Laufe der Zeit wurde die Darstellung unterschiedlich interpretiert. Der Gott Wodan wurde in das Bildnis ebenso hineininterpretiert wie die Jagdgöttin Diana oder der heilige Antonius. Lange wurde das Werk dann als der gute Hirte angesehen. Die Freiburger Wissenschaftlerin Ulrike Kalbaum geht in neuen Forschungen davon aus, dass hier der Weltenrichter dargestellt ist.
Bis zum Abbruch der alten Kirche im Jahr 1966 war das Relief an deren Südeingang angebracht. Später fand es außen an der Südseite des Kirchturms einen Platz und war dort starken Witterungseinflüssen ausgesetzt. 2008 wurde der Stein aus dem Mauerwerk des Kirchturms herausgeholt. Nach drei Jahren Zwischenlagerung fand er im Dezember 2011 seinen heutigen Platz in der Kirche.

### Kreuzweg

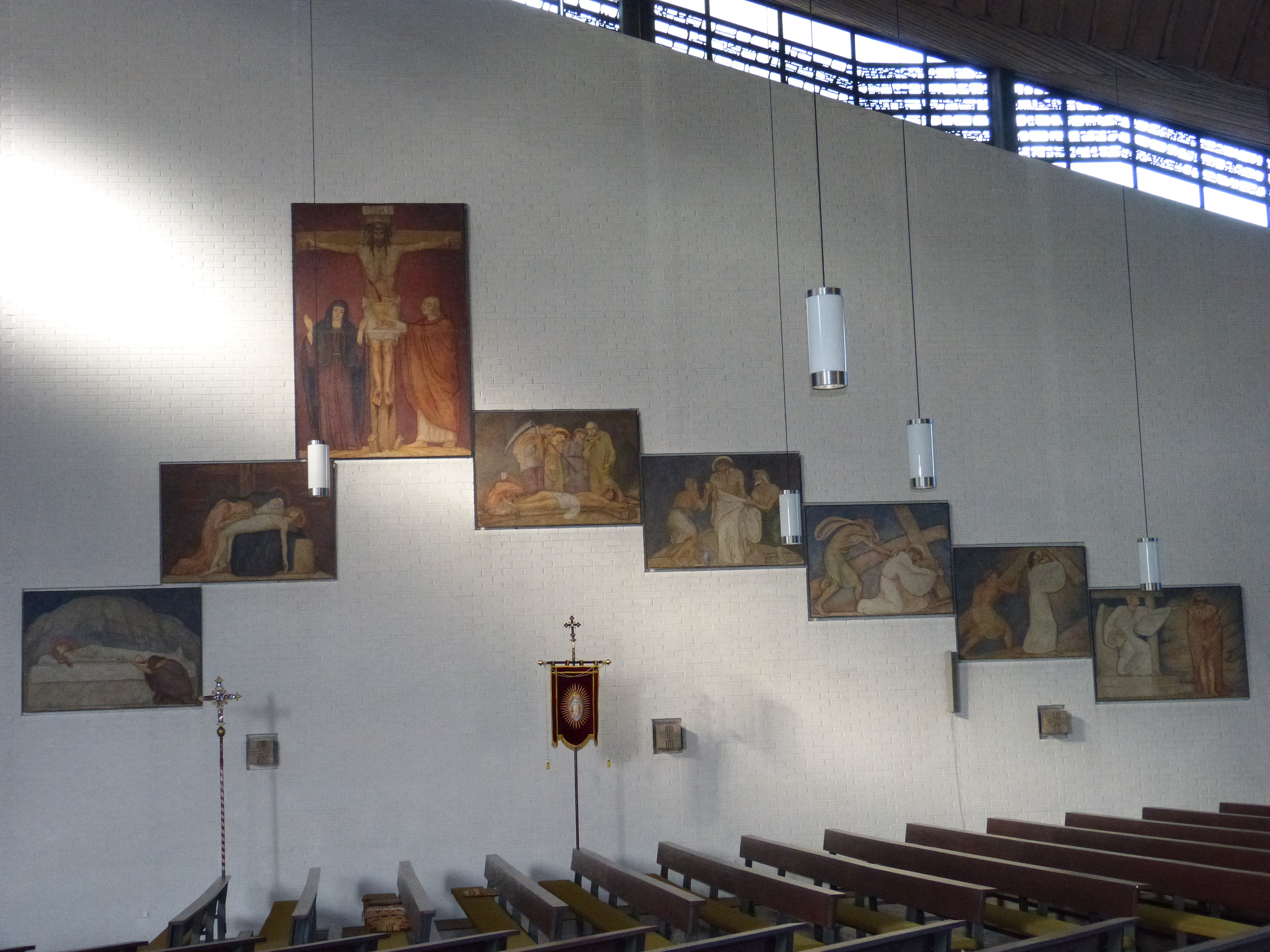
Kreuzwegstationen von Hermann Anton Bantle

Der Maler Hermann Anton Bantle begann 1921 mit der Gestaltung der Kreuzwegstationen im Stil der Beuroner Schule. Wegen der Inflation und Weltwirtschaftskrise kam es zu einer Unterbrechung der Arbeiten, die erst 1930 fortgesetzt werden konnten. Nach Bantles Tod vollendete Bernhard Lechner das Werk nach Bantles Vorlagen. Das Bild der Veronika zur sechsten Station entwarf Lechner aus Studien anderer Kreuzwege Bantles. Im Oktober 1931 wurde der Kreuzweg nach zehnjähriger Entstehungszeit eingeweiht. Acht der Bilder von Bantle wurden in der heutigen Kirche aufgehängt, die sechs weiteren Bilder von Lechner sind nicht erhalten.

## Orgel
Nach dem Abbruch der alten Kirche 1966 fanden die Gottesdienste im „Wehlesaal“ statt. Zur musikalischen Begleitung diente ein Harmonium. Auch nach der Einweihung der neuen Kirche 1968 blieb der Gemeinde das Harmonium als Notbehelf erhalten. 1970 wurde zum Preis von 72.000 DM eine elektronische Orgel gekauft, die 1985 durch eine gebrauchte Pfeifenorgel mit sechs Registern als Übergangslösung ersetzt wurde.
1991 erfolgte der Auftrag für einen Orgelneubau an die Firma Fischer + Krämer. Die Einweihung der Orgel mit 28 Registern, zwei Manualen und Pedal fand im September 1993 statt. Das alte Instrument ging als Schenkung an die Kirchengemeinde Mukatschewo in der Ukraine.

## Glocken

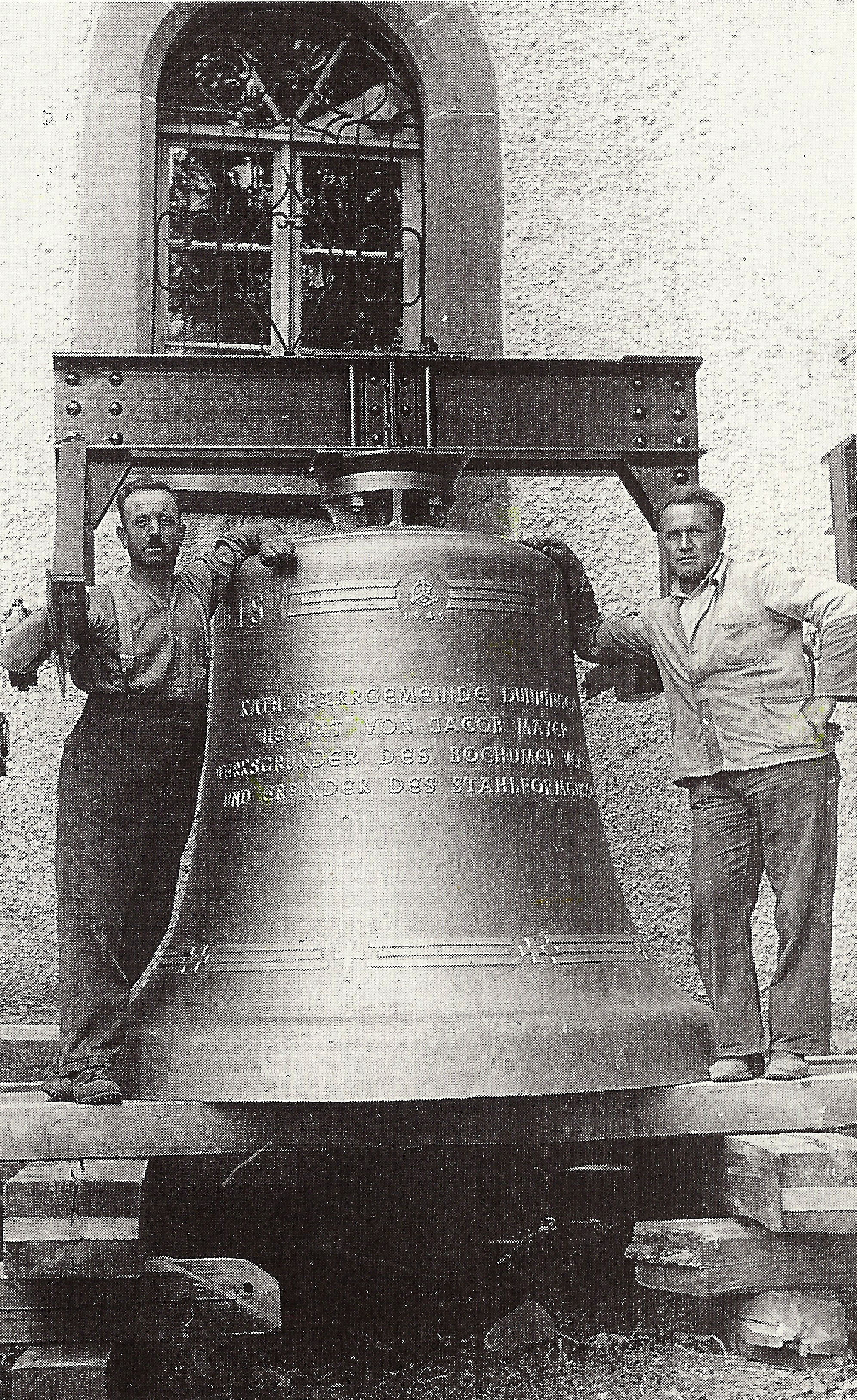
Die größte Glocke des Geläuts vom Bochumer Verein von 1949

Während des Zweiten Weltkriegs wurden die Glocken 1942 mit Ausnahme des kleinen Wetterglöckchens aus dem Jahr 1767 ausgebaut und eingeschmolzen. Nachdem 1947 vom Diözsesanverwaltungsrat Rottenburg die Genehmigung für die Anschaffung eine Stahlglockengeläuts erteilt wurde, erging der Auftrag an den Bochumer Verein für Gußstahlfabrikation. Die Glocken wurden 1949 gegossen und erklangen im selben Jahr erstmals beim 73. Katholikentag in Bochum. In Dunningen fand am 18. September 1949 die Glockenweihe statt. Alle Glocken wurden in der sogenannten Versuchsreihe 12 (V 12) gegossen, einer Glockenkonstruktion, die der Bochumer Verein von 1948 bis Februar 1950 auslieferte. Die Glocken hängen alle an geraden Jochen aus Stahl.
Seit 1949 besteht das Geläute aus folgenden fünf Stahlglocken:
| Glocke | Name              | Schlagton | Gewicht  | Gießer          | Gussjahr | Inschrift |
| 1      | Martinusglocke    | c1        | 3.050 kg | Bochumer Verein | 1949     | SANCTE MARTINE, ORA PRO NOBIS (Übersetzung: Heiliger Martin, bitte für uns) KATH. PFARRGEMEINE DUNNINGEN - HEIMAT VON JACOB MAYER - WERKSGRÜNDER DES BOCHUMER VEREINS UND ERFINDER DES STAHLFORMGUSSES |
| 2      | Marienglocke      | d1        | 2.090 kg | Bochumer Verein | 1949     | Ave Maria, gratia plena (Übersetzung: Gegrüßet seist du Maria, voll der Gnade) |
| 3      | Antoniusglocke    | e1        | 1.520 kg | Bochumer Verein | 1949     | Ora et labora (Übersetzung: Bete und arbeite) |
| 4      | Josefsglocke      | g1        | 885 kg   | Bochumer Verein | 1949     | Sancte Josef, assiste morientibus (Übersetzung: Heiliger Josef, stehe den Sterbenden bei) |
| 5      | Schutzengelglocke | a1        | 625 kg   | Bochumer Verein | 1949     | Angele Custos, protege Parvulos (Übersetzung: Schutzengel, beschütze die Kinder) |

### Wetterglöckchen
Das Wetterglöckchen wurde 1767 in Rom von den Brüdern Angelus und Felix von Cassino gegossen und wiegt etwa 80 Kilogramm. Sie trägt die Inschrift „Sancta Maria Lauretana. Ora pro nobis“ (deutsch: „Heilige Maria von Loreto. Bitte für uns“).  Von 1767 bis 1905 gehörte sie zum Geläute der Pfarrkirche und wurde anschließend nur noch einzeln beim Wettersegen oder bei einem heraufziehenden Unwetter geläutet.
Seit 1965 befindet sich die Glocke in der neuen Aussegnungshalle und wird dort eingesetzt.